# Nicolas-Louis de Lacaille
Nicolas Louis de Lacaille (Rumigny, 15 maart 1713 - Parijs, 21 maart 1762) was een Frans astronoom.
Na geruime tijd met Cassini te hebben samengewerkt aan de kartering van Frankrijk, werd hij in 1739 hoogleraar aan het Collège Mazarin, waar hij in 1746 een eigen sterrenwacht kreeg. In 1750 werd hij door de Académie des Sciences uitgezonden naar Kaap de Goede Hoop waar hij tot 1754 een groot aantal waarnemingen en metingen deed (parallaxbepaling van de zon en de maan, in samenwerking met Lalande, graadmeting). Hij stelde vanuit Zuid-Afrika ook de eerste bruikbare stercatalogus voor de zuidelijke hemel op: Coelum australe stelliferum (1763). Hij stelde net als Charles Messier een catalogus op voor nevelachtige objecten die voor kometen aangezien konden worden. Deze catalogus is in tegenstelling tot die van Messier in onbruik geraakt.
Hij schreef heel wat wetenschappelijke verhandelingen en leerboeken: Leçons élementaires d'astronomie physique et géométrique (1746); Astronomiae Fundamenta (1757); Journal historique du vouage fait au Cap de Bonne Espérance (1763).

## Veertien sterrenbeelden
Nicolas Louis de Lacaille bedacht veertien sterrenbeelden die ongebruikte gebieden in de zuidelijke sterrenhemel moesten opvullen. De configuraties van de sterren in deze sterrenbeelden tonen in 't geheel niets van de door de Lacaille bedachte figuren. Toch werden deze veertien sterrenbeelden en hun door Eugène Delporte vastgelegde begrenzingen erkend door de Internationale Astronomische Unie, en prijken ze op de sterrenkaarten van alle moderne sterrenatlassen.
- Beeldhouwer (Sculptor)
- Graveerstift (Caelum)
- Kompas (Pyxis)
- Luchtpomp (Antlia)
- Microscoop (Microscopium)
- Octant (Octans)
- Oven (Fornax)
- Passer (Circinus)
- Net (Reticulum)
- Schilder (Pictor)
- Slingeruurwerk (Horologium)
- Tafelberg (Mensa)
- Telescoop (Telescopium)
- Winkelhaak (Norma)

- Bibsys: 2037654
- Biblioteca Nacional de Chile: 000160006
- Biblioteca Nacional de España: XX1335181
- Bibliothèque nationale de France: cb12124353d (data)
- Catàleg d'autoritats de noms i títols de Catalunya: 981058520548006706
- CiNii: DA10336595
- Gemeinsame Normdatei: 119174596
- International Standard Name Identifier: 0000 0000 8342 3228
- Library of Congress Control Number: n86827895
- Nationale Bibliotheek van Tsjechië: mzk2007401426
- Nationale bibliotheek van Australië: 35797851
- Nationale Bibliotheek van Israël: 987007271574305171
- Nationale Bibliotheek van Polen: a0000001976148
- Nationale en Universitaire bibliotheek Zagreb: 000109541
- Nederlandse Thesaurus van Auteursnamen: 070109079
- Réseau des bibliothèques de Suisse occidentale: 02-A003485444
- Istituto Centrale per il Catalogo Unico: UFIV120880
- LIBRIS: 279087
- SNAC: w6hr1v0s
- Système universitaire de documentation: 029668247
- Trove: 1092064
- Virtual International Authority File: 24634619
- WorldCat: E39PBJkT7rMWHJBgBw48xQX68C